# Molukkensegelechse
Die Molukkensegelechse (Hydrosaurus weberi), auch Webers Segelechse oder Grüne Segelechse genannt, gehört innerhalb der Familie der Agamen (Agamidae) zur Gattung der Segelechsen (Hydrosaurus).

## Beschreibung
Mit bis zu 120 cm Länge ist die Molukkensegelechse die größte Vertreterin der Agamen. Männchen erreichen eine Durchschnittslänge von 110 bis 120 cm, Weibchen etwa 90 cm. Die Kopf-Rumpf-Länge beträgt beim Männchen 38 cm, beim Weibchen etwa 30 cm. Die Grundfärbung ist graubraun bis olivgrün und ist mit hellbraunen bis beigefarbenen Mustern durchzogen. Männchen sind an den Gliedmaßen und im Kopfbereich deutlich dunkler und intensiver gefärbt als Weibchen. Vom Nacken bis zum Schwanzansatz zieht sich der sogenannte Stachelkamm, der eine Höhe von etwa 1 cm aufweist und beim Männchen stärker ausgeprägt ist. Markantes und namengebendes Merkmal ist aber das große Hautsegel auf dem Schwanz, dass sich etwa über die Hälfte des Schwanzes hinzieht. Es erreicht beim Männchen etwa eine Höhe von 7 cm. Bei Jungtieren bildet sich der Stachelkamm erst ab dem 2. Lebensjahr. Das Hautsegel entfaltet sich ebenfalls ab dem 2. Lebensjahr in voller Pracht. In Freiheit leben diese Segelechsen in kleinen Gruppen, die in der Regel ein Männliches sowie mehrere Weibchen und Jungtiere umfassen. Die Tiere erreichen ein Alter von rund 10 Jahren.

## Verbreitung
Die Molukkensegelechse findet ihre Verbreitung vor allem auf der indonesischen Inselgruppe der Molukken (Halmahera, Ternate und die Sula-Inseln) sowie auf Sulawesi. Die Echsen leben in unmittelbarer Wassernähe. Ihr Lebensraum umfasst dichte Uferbepflanzung, die zum Großteil aus Astwerk besteht.

## Nahrung
Molukkensegelechsen ernähren sich überwiegend von Fisch, Krustentieren, Insekten und deren Larven sowie anderen Weichtieren. Ihr Speiseplan wird durch reife Früchte und andere pflanzliche Bestandteile wie Blüten und Blätter aufgewertet.

## Fortpflanzung
Die Molukkensegelechse erreicht die Geschlechtsreife mit ca. 2 Jahren. Die Hauptpaarungszeit zieht sich über die Monate Februar bis April hin. Paarungen wurden aber auch außerhalb dieser Zeit festgestellt. Während der Balz nähert sich das Männchen dem Weibchen mit Kopfnicken und anderen untypischen Körperbewegungen. Ist ein Weibchen paarungsbereit, so steigt das Männchen auf das Weibchen, verbeißt sich in ihrem Nacken und es kommt zum Paarungsakt. Die Trächtigkeit beträgt 10 bis 11 Wochen. Das Weibchen legt im Schnitt 15 Eier in eine Erdmulde. Die Eier haben ein Anfangsgröße von 3 bis 4 cm und sind von ovaler Form. Nach einer Inkubationszeit von rund 90 Tagen schlüpfen die Jungechsen, die eine Geburtsgröße von 16 bis 20 cm haben.